# Földes István (csillagász)
Földes István (Budapest, 1908. október 12. – Vác, 1977. május 26.) magyar csillagász, matematikus, tanszékvezető egyetemi docens, a matematikai tudományok kandidátusa.

## Élete
Földes István (1874–1947) tanító és Oppré Rózsa (1873–1947) fiaként született. Egyetemi tanulmányait a budapesti tudományegyetemen végezte, ahol 1932-ben matematika-fizika-csillagászat szakon szerzett diplomát, illetve zenei tanulmányokat is végzett. 1934-től a Svábhegyi Obszervatórium gyakornokaként dolgozott. 1937-ben gimnáziumi tanár, 1939-ben pedig a Magyar Nemzeti Bank tisztviselője volt, de emellett csillagászattal is foglalkozott. A második világháború idején, 1944-ben behívták katonának, de hamarosan megszökött. A világháborút követően leginkább matematikával, számelmélettel foglalkozott, 1946-ban Turán Pál témavezetése mellett egyetemi doktorátust szerzett.
1949-től 1974-es nyugdíjazásáig az ELTE Természettudományi Karán a csillagászati tanszék vezetője volt egyetemi docensként, főleg égi mechanikával foglalkozott, elsősorban a háromtest-problémát vizsgálta. 1952-ben a matematikai tudományok kandidátusa lett. Népszerű csillagászati előadásait a Magyar Rádió sugározta. Poliglott volt, tíz nyelven beszélt, többek között németül, franciául, oroszul és kínaiul is, e nyelveken több szakfordítása jelent meg.

## Emlékezete
Nevét viseli az 549961 Földesistván kisbolygó.